# Agrostis sudavica
Agrostis sudavica é uma espécie de gramínea do gênero Agrostis, pertencente à família Poaceae.